# Jollekappseglarna Västerås
Jollekappseglarna Västerås, JKV, är en kappseglingsklubb på Framnäs i Västerås bildad 1973. Seglingsaktiviteterna bedrivs på sjön Mälaren. Klubben har en framgångsrik historia med mängder av mästerskapsmedaljer där Marit Söderströms silver från olympiska sommarspelen 1988 i Seoul är den ädlaste. Det finns även många duktiga ungdomsseglare som plockat hem flertalet medaljer runt om i världen. Klubben har fostrat många duktiga seglare och har idag en stor ungdomssektion där seglingsträningen framförallt bedrivs i optimistjollar. Klubben har även seglare som seglar E-jolle, Laser Standard, CB66, C55 och Laser Radial. Vidare finns även en vindsurfningssektion.
På senare år har klubben arrangerat flera stora tävlingar, bland annat Junior-SM år 2004 och år 2016. Klubben stod som värd för 2008 års Nordiska mästerskap för juniorer där seglare i klasserna E-jolle, Optimistjolle, Laser Radial och Zoom 8 gjorde upp om medaljerna. JKV anordnar även flera regionala tävlingar som visar stort intresse.